# Beregovoie (Novossibirsk)
|  | Per a altres significats, vegeu «Beregovoie». |

Beregovoie (en rus: Береговое) és un poble de l'óblast de Novossibirsk, a Rússia, que en el cens del 2010 tenia 438 habitants, pertany al districte de Novossibirsk.